# Bridgeoporus nobilissimus
Espèce
Synonymes
- Fomes nobilissimus (W.B. Cooke) J. Lowe[1]
- Oxyporus nobilissimus W.B. Cooke[1]

Statut de conservation UICN

 CR A2c; C2a(i) : 
En danger critique
Bridgeoporus nobilissimus est une espèce de champignons basidiomycètes de la famille des Schizoporaceae. C'est un des rares taxons de champignons qui ait été évalué en danger critique par l'Union internationale pour la conservation de la nature.